# Elberfeld

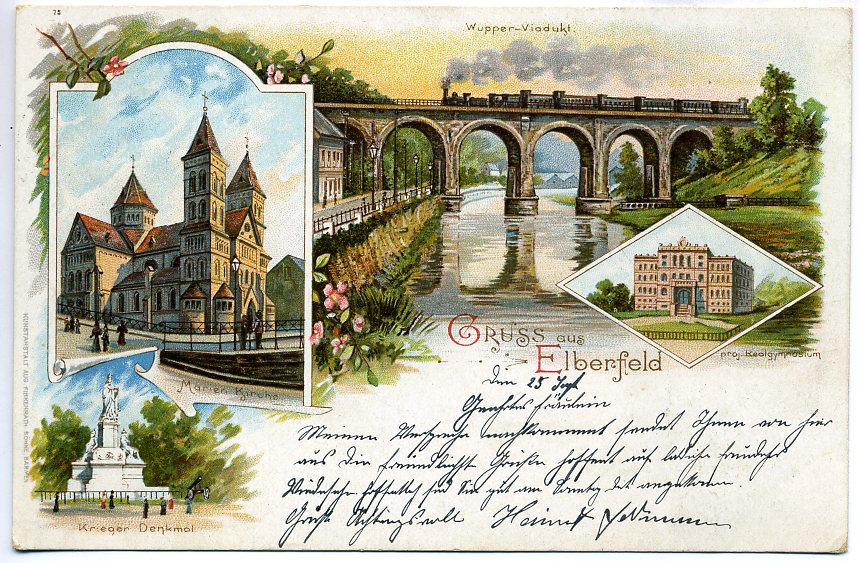
Cartão postal do distrito feito em 1899

Elberfeld é um distrito da cidade alemã de Wuppertal, no estado de Renânia do Norte-Vestfália.